# BEEHIVE
『BEEHIVE』（ビーハイヴ）は、静岡県遠州地方の掛川市・袋井市・菊川市・磐田市を対象地域とする季刊のタウン情報誌。正式な誌名は『BEEHIVE』。ビーハイヴ。

## 概要
2016年3月に創刊されたフリーペーパー。創刊号（3月発行）はB5変形版、発行部数20,000部。
発行元は掛川市にある広告代理店BEEHIVE（ビーハイヴ）。
掛川市・袋井市・菊川市・磐田市のグルメ情報を中心とした女性向けのタウン情報誌である。
地域の情報発信と活性化を目的とした雑誌であるが、様々なジャンルのショップ情報を取り扱う。
各号電子書籍版も用意されている。